# Giorgio (Johnny Dorelli)
Giorgio è un album del cantante italiano Johnny Dorelli (il cui vero nome è Giorgio Guidi), pubblicato su vinile a 33 giri dall'etichetta discografica WEA Italiana (numero T56588) nel 1978.

## Descrizione
Nel 1978 Dorelli è attivo su più fronti: al cinema escono tre film che lo vedono protagonista, Come perdere una moglie e trovare un'amante, per la regia di Pasquale Festa Campanile, Amori miei, diretto da Steno e Il teorema gregoriano, episodio del film antologico Per vivere meglio divertitevi con noi, per la regia di Flavio Mogherini. Nello stesso anno oltre a condurre due edizioni del varietà radiofonico Gran varietà con Mina e Ornella Vanoni, esporta in Inghilterra con grande successo il musical Aggiungi un posto a tavola, esibendosi nel West End per ben 238 repiche.
Conclusosi il contratto con la CGD passa alla Warner Bros. Records, dove torna ad incidere un album di inediti come solista a distanza di undici anni dall'ultimo (L'immensità). Negli anni settanta infatti l'interprete aveva pubblicato due album collaborativi con sua moglie Catherine Spaak, Promesse... Promesse ... e Toi et Moi, e nel 1973 Le canzoni che piacciono a lei un album solista ma composto interamente da cover. Nel 1975 inoltre era presente con tutto il cast nella colonna sonora dello spettacolo Aggiungi un posto a tavola.
L'album prodotto da Roberto Dané, contiene brani scritti da Enrico Riccardi, Corrado Castellari, Pino Donaggio, Danilo Franchi, su arrangiamenti di Vince Tempera e Ruggero Cini. Dall'album furono estratti due singoli: Golosona, colonna sonora del film Come perdere una moglie e trovare un'amante e Ma che fai/Dieci anni, non di più. La prima è una cover in italiano di Even now di Barry Manilow, la seconda è una cover di Gilbert Bécaud.

## Edizioni
L'album è stato pubblicato dalla Warner Bros. Records con numero di catalogo T 56588 in LP e musicassetta. Del disco non esiste una versione in CD, in digitale o per le piattaforme streaming.

## Tracce
Lato A
1. Golosona
2. Per oggi basta, no?
3. Giorgio
4. Dieci anni, non di più

Lato B
1. Cenerentola del mare
2. 30 maschi
3. Ma che bello il ritornello
4. ...Di culinara
5. Ma che fai

## Formazione
- Johnny Dorelli – voce
- Mario Scotti – basso
- Gianfranco Coletta – chitarra
- Ruggero Cini – tastiera
- Massimo Buzzi – batteria, percussioni
- Julius Farmer – basso
- Vince Tempera – tastiera
- Andy Surdi – batteria, percussioni
- Claudio Bazzari – chitarra
- Agostino Marangolo – batteria, percussioni
- Luciano Ciccaglioni – chitarra
- Alessandro Centofanti – tastiera